# Wimbledon-mesterskabet i mixed double 2025
Wimbledon-mesterskabet i mixed double 2025 var den 102. turnering om Wimbledon-mesterskabet i mixed double. Turneringen var en del af Wimbledon-mesterskaberne 2025 og blev spillet i All England Lawn Tennis and Croquet Club i London, Storbritannien i perioden 4. - 10. juli 2025 med deltagelse af 32 par.
Mesterskabet blev vundet af Sem Verbeek og Kateřina Siniaková, der spillede deres første turnering som makkere, og som i finalen besejrede Joe Salisbury og Luisa Stefani med 7-6(3), 7-6(3). For Siniaková var det karrierens 11. grand slam-titel, idet hun tidligere havde vundet 10 damedouble-titler på grand slam-niveau, men det var hendes første grand slam-titel i mixed double. Siniaková havde vundet guldmedalje i mixed double-turneringen ved OL i 2024 sammen med Tomáš Macháč, men i grand slam-sammenhæng havde hun indtil da aldrig tidligere nået længere end til ottendedelsfinalen i mixed double. Verbeek var i sin første grand slam-finale, og triumfen var derfor hans første grand slam-titel. På vejen til finalen besejrede Verbeek og Siniaková bl.a. det topseedede par, Harri Heliövaara og Anna Danilina i første runde.
Finalisten Joe Salisbury var i sin anden Wimbledon-finale, idet han tidligere havde tabt mixed double-finalen i 2021 med Harriet Dart som makker, og derfor var Wimbledon-mesterskaberne fortsat den eneste grand slam-turnering, hvor han ikke havde vundet en titel. Luisa Stefani var i sin anden grand slam-finale, efter at hun i Australian Open-finalen i mixed double i 2023 havde sejret med Rafael Matos ved sin side. Det britisk-brasilianske par havde spillet sig frem til finalen uden sættab.
De forsvarende mestre, Jan Zieliński og Hsieh Su-Wei, tabte i kvartfinalen til de senere finalister Joe Salisbury og Luisa Stefani.
Siden Ruslands invasion af Ukraine i begyndelsen af 2022 havde tennissportens styrende organer, WTA, ATP, ITF og de fire grand slam-turneringer, tilladt, at spillere fra Rusland og Hviderusland fortsat kunne deltage i grand slam-turneringer samt turneringer på ATP Tour og WTA Tour, men de kunne ikke stille op under landenes navne eller flag, og spillerne fra de to lande deltog derfor i turneringen under neutralt flag.

## Pengepræmier
Den samlede præmiesum til spillerne i mixed double androg £ 485.000 (ekskl. per diem), hvilket var en stigning på 4,3 % i forhold til året før.
| Resultat               | Pengepræmier | Pengepræmier | Ændring ift. 2024 |
| Resultat               | Pr. par      | Total        | Ændring ift. 2024 |
| ---------------------- | ------------ | ------------ | ----------------- |
| Vindere (1)            | £ 135.000    | £ 135.000    | +3,8 %            |
| Finalister (1)         | £ 68.000     | £ 68.000     | +4,6 %            |
| Semifinalister (2)     | £ 34.000     | £ 68.000     | +3,0 %            |
| Kvartfinalister (4)    | £ 17.500     | £ 70.000     | +2,9 %            |
| Tabere i 2. runde (8)  | £ 9.000      | £ 72.000     | +5,9 %            |
| Tabere i 1. runde (16) | £ 4.500      | £ 72.000     | +5,9 %            |
| Samlet præmiesum       | -            | £ 485.000    | +4,3 %            |

## Turnering

### Deltagere
Turneringen havde deltagelse af 32 par, der var fordelt på:
- 27 direkte kvalificerede par i form af deres ranglisteplacering.
- 5 par, der havde modtaget et wildcard.

#### Seedede spillere
De 8 bedste par blev seedet:
| Seedning | Rangering | Rangering | Spillere                         | Resultat       |
| Seedning | Sum       | Ind.      | Spillere                         | Resultat       |
| -------- | --------- | --------- | -------------------------------- | -------------- |
| 1        | 12        | 3 9       | Harri Heliövaara Anna Danilina   | Første runde   |
| 2        | 14        | 1 13      | Marcelo Arévalo Zhang Shuai      | Semifinalister |
| 3        | 20        | 15 5      | Andrea Vavassori Sara Errani     | Anden runde    |
| 4        | 20        | 18 2      | Evan King Taylor Townsend        | Anden runde    |
| 5        | 20        | 13 7      | Nikola Mektić Gabriela Dabrowski | Første runde   |
| 6        | 21        | 5 16      | Kevin Krawietz Ellen Perez       | Første runde   |
| 7        | 23        | 20 3      | Michael Venus Erin Routliffe     | Første runde   |
| 8        | 27        | 1 26      | Mate Pavić Tímea Babos           | Semifinalister |

#### Wildcards
Fem par modtog et wildcard til turneringen.
| Par                          | Resultat        |
| ---------------------------- | --------------- |
| Julian Cash Heather Watson   | Første runde    |
| Jamie Murray Emily Appleton  | Første runde    |
| Joshua Paris Eden Silva      | Kvartfinalister |
| David Stevenson Maia Lumsden | Anden runde     |
| Marcus Willis Alicia Barnett | Første runde    |

### Resultater
| Harri Heliövaara |
| Anna Danilina    |

| Sem Verbeek        |
| Kateřina Siniaková |

| Sem Verbeek        |
| Kateřina Siniaková |

| Marcus Willis  |
| Alicia Barnett |

| Santiago González |
| Tereza Mihalíková |

| Santiago González |
| Tereza Mihalíková |

| Sem Verbeek        |
| Kateřina Siniaková |

| Sander Arends |
| Demi Schuurs  |

| Joshua Paris |
| Eden Silva   |

| Joshua Paris |
| Eden Silva   |

| Joshua Paris |
| Eden Silva   |

| Robert Galloway |
| Aldila Sutjiadi |

| Robert Galloway |
| Aldila Sutjiadi |

| Nikola Mektić      |
| Gabriela Dabrowski |

| Sem Verbeek        |
| Kateřina Siniaková |

| Andrea Vavassori |
| Sara Errani      |

| Mate Pavić  |
| Tímea Babos |

| Julian Cash    |
| Heather Watson |

| Andrea Vavassori |
| Sara Errani      |

| Lloyd Glasspool |
| Giuliana Olmos  |

| Jackson Withrow   |
| Irina Khromatjeva |

| Jackson Withrow   |
| Irina Khromatjeva |

| Jackson Withrow   |
| Irina Khromatjeva |

| Jamie Murray   |
| Emily Appleton |

| Mate Pavić  |
| Tímea Babos |

| David Stevenson |
| Maia Lumsden    |

| David Stevenson |
| Maia Lumsden    |

| Fabien Reboul  |
| Ulrikke Eikeri |

| Mate Pavić  |
| Tímea Babos |

| Mate Pavić  |
| Tímea Babos |

| Sem Verbeek        |
| Kateřina Siniaková |

| Michael Venus  |
| Erin Routliffe |

| Joe Salisbury |
| Luisa Stefani |

| Joe Salisbury |
| Luisa Stefani |

| Joe Salisbury |
| Luisa Stefani |

| Henry Patten    |
| Olivia Nicholls |

| Andrés Molteni |
| Asia Muhammad  |

| Andrés Molteni |
| Asia Muhammad  |

| Joe Salisbury |
| Luisa Stefani |

| Jan Zieliński |
| Hsieh Su-Wei  |

| Jan Zieliński |
| Hsieh Su-Wei  |

| Máximo González |
| Cristina Bucșa  |

| Jan Zieliński |
| Hsieh Su-Wei  |

| Matthew Ebden    |
| Jeļena Ostapenko |

| Evan King       |
| Taylor Townsend |

| Evan King       |
| Taylor Townsend |

| Joe Salisbury |
| Luisa Stefani |

| Kevin Krawietz |
| Ellen Perez    |

| Marcelo Arévalo |
| Zhang Shuai     |

| Nathaniel Lammons |
| Aleksandra Panova |

| Nathaniel Lammons |
| Aleksandra Panova |

| Sadio Doumbia |
| Wu Fang-Hsien |

| Neal Skupski     |
| Desirae Krawczyk |

| Neal Skupski     |
| Desirae Krawczyk |

| Neal Skupski     |
| Desirae Krawczyk |

| Yuki Bhambri |
| Jiang Xinyu  |

| Marcelo Arévalo |
| Zhang Shuai     |

| Christian Harrison       |
| Nicole Melichar-Martinez |

| Yuki Bhambri |
| Jiang Xinyu  |

| André Göransson |
| Chan Hao-Ching  |

| Marcelo Arévalo |
| Zhang Shuai     |

| Marcelo Arévalo |
| Zhang Shuai     |